# JW 메리어트 호텔

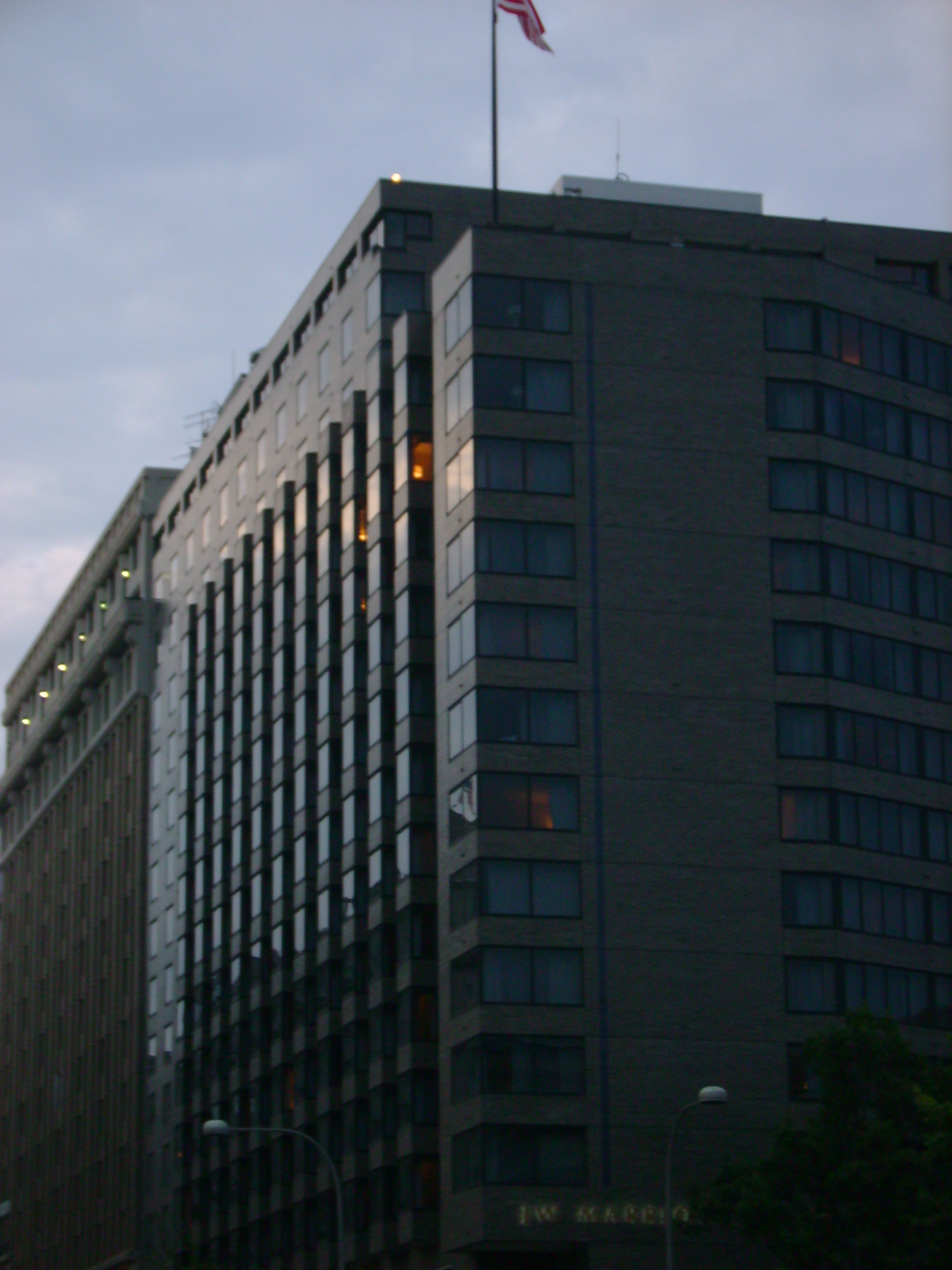
미국 워싱턴 DC 지점

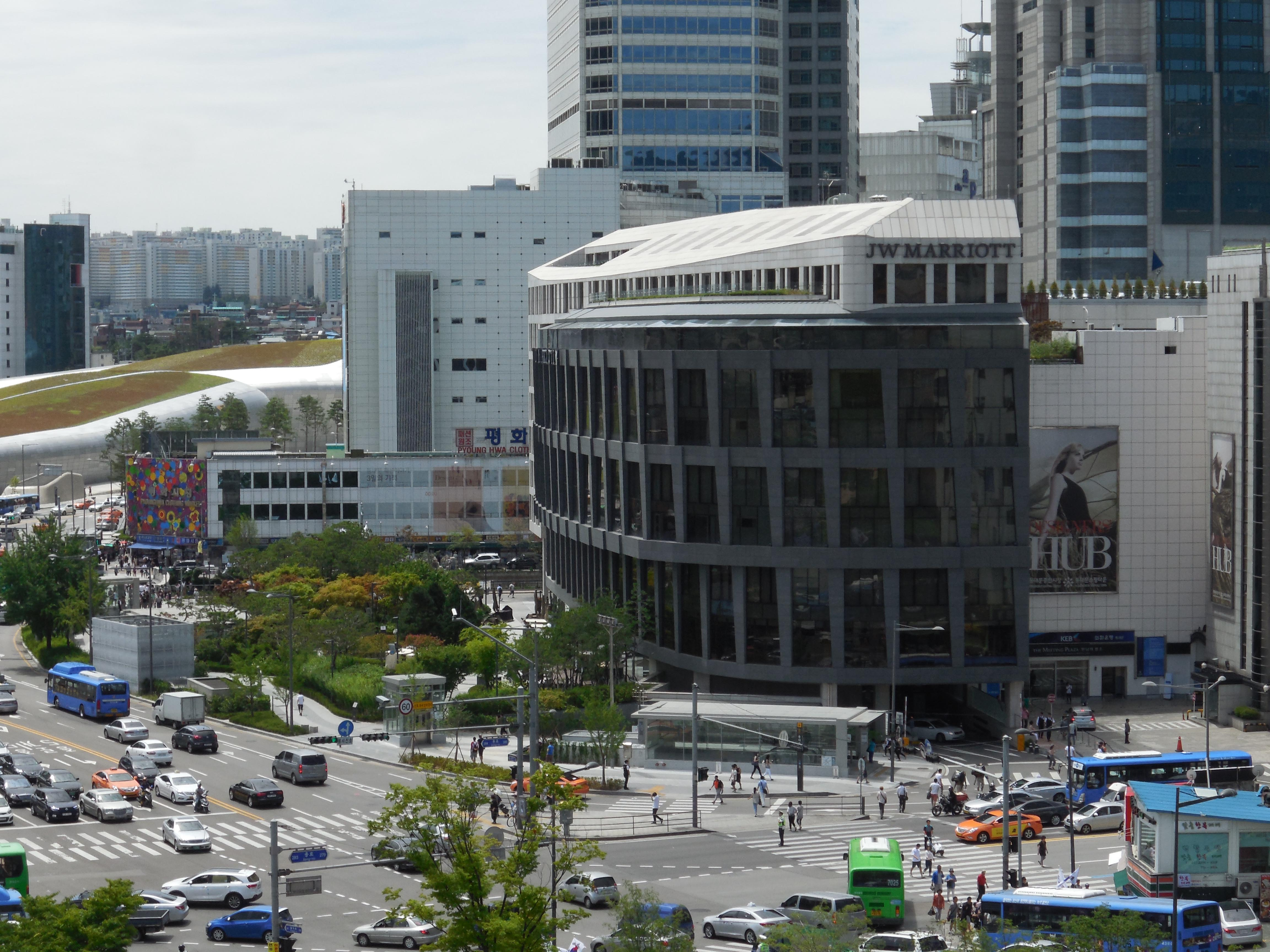
동대문 스퀘어 서울

JW 메리어트 호텔(JW Marriott Hotel JW 매리엇 호텔[*])은 메리어트 인터내셔널에서 운영하는 고급 호텔 브랜드이다. 본사는 미국 메릴랜드주에 있다.

## 위치
2014년 1월 기준으로, 전 세계에 64개의 호텔이 이 브랜드로 운영되고 있다.
- 대한민국
  - 서울 서초구 센트럴시티의 JW 메리어트 호텔
  - 서울 종로구 청계천로의 JW 메리어트 호텔
- 루마니아
- 말레이시아
- 멕시코
- 미국
- 베네수엘라
- 브라질
- 아랍 에미리트
- 에콰도르
- 이집트
- 이탈리아
- 인도
- 인도네시아
- 중화인민공화국
- 쿠웨이트
- 태국
- 페루
- 피지
- 홍콩특별행정구